# Гауссова функция
Гауссова функция (гауссиан, гауссиана, функция Гаусса) — вещественная функция, описываемая следующей формулой:
{\displaystyle g\left(x\right)=ae^{-{\frac {(x-b)^{2}}{2c^{2}}}}},
где параметры {\displaystyle a,b,c} — произвольные вещественные числа. Введена Гауссом в 1809 году как функция плотности нормального распределения, и наибольшее значение имеет в этом качестве, в этом случае параметры выражаются через среднеквадратическое отклонение {\displaystyle \sigma } и математическое ожидание {\displaystyle \mu }:
{\displaystyle a={\frac {1}{\sigma {\sqrt {2\pi }}}}}, {\displaystyle b=\mu }, {\displaystyle c=\sigma },

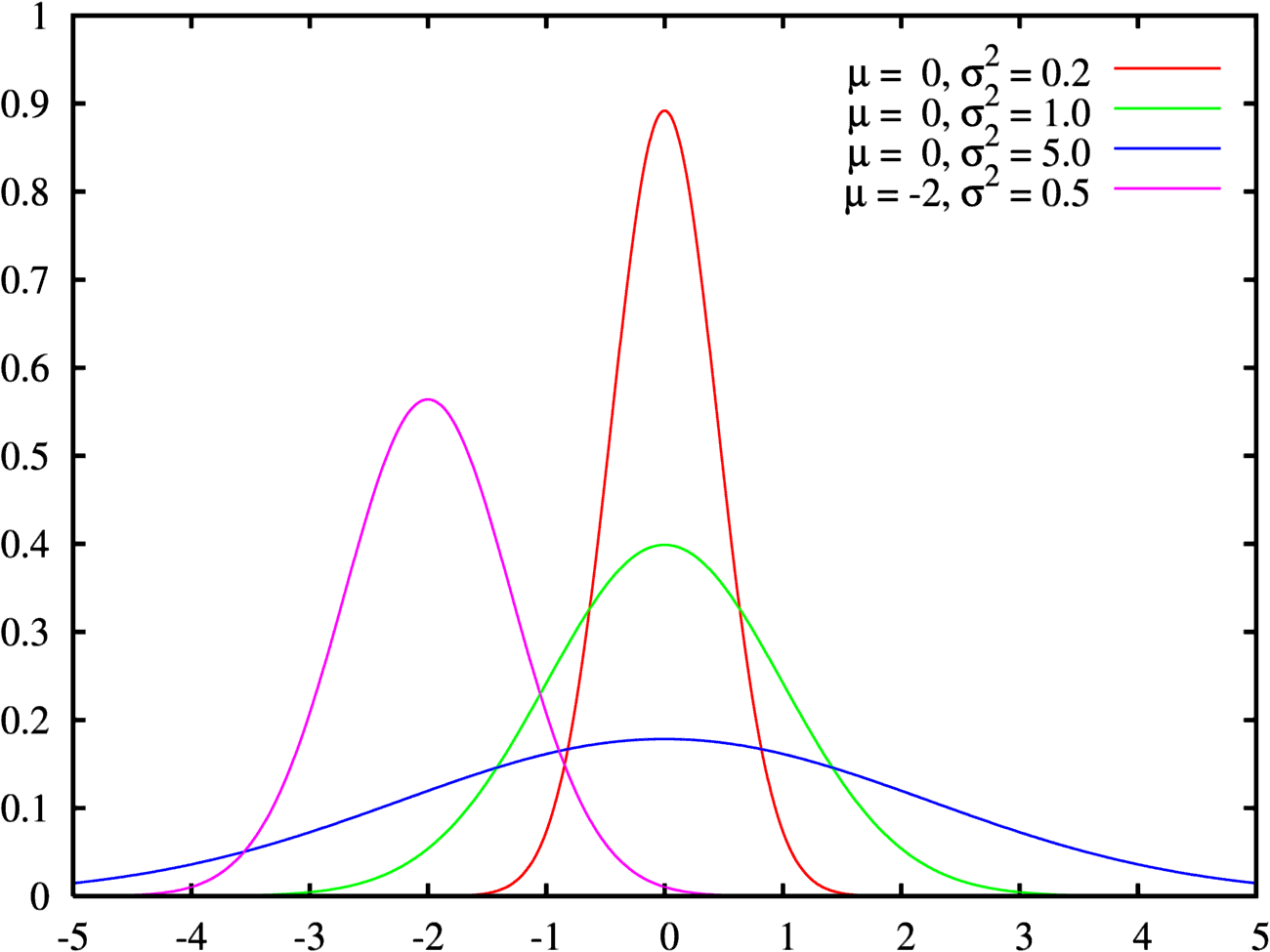
Форма графика плотности нормального распределения в зависимости от математического ожидания и среднеквадратичного отклонения

График гауссовой функции при {\displaystyle a>0} и {\displaystyle c\neq 0} — колоколообразная кривая, параметр {\displaystyle a} определяет максимальную высоту графика — пик колокола, {\displaystyle b} отвечает за сдвиг пика от нуля (при {\displaystyle b=0} — пик в нуле), а {\displaystyle c} влияет на ширину (размах) колокола.
Существуют многомерные обобщения функции. Кроме применений в теории вероятностей, статистике и других многочисленных приложениях как функции плотности нормального распределения, гауссиана имеет самостоятельное значение в математическом анализе, математической физике, теории обработки сигналов.

## Свойства
Свойства гауссовой функции связаны с её конструкцией из экспоненциальной функции и вогнутой квадратичной функции, логарифм гауссианы — вогнутая квадратичная функция.
Параметр {\displaystyle c} связан с полушириной колокола графика следующим образом:
{\displaystyle w=2{\sqrt {2\ln 2}}\ c\approx 2{,}35482\cdot c}.
Гауссова функция может быть выражена через полуширину {\displaystyle w} колокола графика следующим образом:
{\displaystyle g(x)=ae^{-{\frac {4\ln(2)(x-b)^{2}}{w^{2}}}}}.
Перегибы {\displaystyle g(x)} — две точки, в которых {\displaystyle x=b\pm c}.
Гауссова функция аналитична, в пределе к обеим бесконечностям стремится к нулю:
{\displaystyle \lim _{x\to \pm \infty }g(x)=0}.
Будучи составленной из экспоненциальной функции и арифметических операций, гауссиана является элементарной, однако её первообразная неэлементарна;
интеграл гауссовой функции:
{\displaystyle \int \limits _{0}^{x}e^{-t^{2}}\,\mathrm {d} t}
— это (с точностью до постоянного множителя) — функция ошибок, являющаяся спецфункцией.
При этом интеграл по всей числовой прямой (в связи со свойствами экспоненциальной функции) — константа:
{\displaystyle \int _{-\infty }^{\infty }ae^{-{(x-b)^{2} \over 2c^{2}}}\,dx=ac\cdot {\sqrt {2\pi }}}.
Этот интеграл обращается в единицу только при условии:
{\displaystyle a={\frac {1}{c{\sqrt {2\pi }}}}},
и это даёт в точности тот случай, когда гауссиана является функцией плотности нормального распределения случайной переменной с математическим ожиданием {\displaystyle \mu =b} и дисперсией {\displaystyle \sigma ^{2}=c^{2}}.
Произведение гауссиан — гауссова функция; свёртка двух гауссовых функций даёт гауссову функцию, притом параметр {\displaystyle c} свёртки выражается из соответствующих параметров входящих в неё гауссиан: {\displaystyle c^{2}=c_{1}^{2}+c_{2}^{2}}. Произведение двух функций плотности нормального распределения, являясь гауссовой функцией, в общем случае не дает функцию плотности нормального распределения.

## Многомерные обобщения

Двумерная гауссиана, коэффициенты (в общей форме):
,
,
,

Пример двумерного варианта гауссовой функции:
{\displaystyle g(x,y)=A\cdot e^{\left(-\left({\frac {(x-x_{0})^{2}}{2\sigma _{x}^{2}}}+{\frac {(y-y_{0})^{2}}{2\sigma _{y}^{2}}}\right)\right)}},
здесь {\displaystyle A} задаёт высоту колокола, {\displaystyle (x_{0},y_{0})} определяют сдвиг пика колокола от нулевой абсциссы, а {\displaystyle (\sigma _{x},\sigma _{y})} отвечают за размах колокола. Объём под такой поверхностью:
{\displaystyle V=\int _{-\infty }^{\infty }\int _{-\infty }^{\infty }g(x,y)\,dx\,dy=2\pi A\sigma _{x}\sigma _{y}}
В наиболее общей форме, двумерная гауссиана определяется следующим образом:
{\displaystyle g(x,y)=A\exp \left(-\left(a(x-x_{0})^{2}+2b(x-x_{0})(y-y_{0})+c(y-y_{0})^{2}\right)\right)},
где матрица:
{\displaystyle \left[{\begin{matrix}a&b\\b&c\end{matrix}}\right]}
положительно определена.
Вариант гауссовой функции в {\displaystyle n}-мерном евклидовом пространстве:
{\displaystyle g(x)=\exp(-x^{T}Ax)},
где {\displaystyle x=(x_{1},\dots ,x_{n})} — вектор-столбец из {\displaystyle n} компонентов, {\displaystyle A} — положительно определённая матрица размера {\displaystyle n\times n}, и {\displaystyle x^{T}} — операция транспонирования над {\displaystyle x}.
Интеграл такой гауссовой функции над всем пространством {\displaystyle \mathbb {R} ^{n}}:
{\displaystyle \int _{\mathbb {R} ^{n}}\exp(-x^{T}Ax)\,dx={\sqrt {\frac {\pi ^{n}}{\det A}}}}.
Возможно определить {\displaystyle n}-мерный вариант и со сдвигом:
{\displaystyle g(x)=\exp(-x^{T}Ax+s^{T}x)},
где {\displaystyle s=(s_{1},\dots ,s_{n})} — вектор сдвига, а матрица {\displaystyle A} — симметричная ({\displaystyle A^{T}=A}) и положительно определённая.

## Супергауссова функция
Супергауссова функция — обобщение гауссовой функции, в которой аргумент экспоненты возводится в степень {\displaystyle P}:
{\displaystyle sg(x)=A\exp \left(-\left({\frac {(x-x_{o})^{2}}{2\sigma _{x}^{2}}}\right)^{P}\right)},
получившая применение для описания свойств гауссовых пучков. В двумерном случае супергауссова функция может быть рассмотрена с различными степенями по аргументам {\displaystyle P_{x}} и {\displaystyle P_{y}}:
{\displaystyle sg(x,y)=A\exp \left(-\left({\frac {(x-x_{o})^{2}}{2\sigma _{x}^{2}}}\right)^{P_{x}}-\left({\frac {(y-y_{o})^{2}}{2\sigma _{y}^{2}}}\right)^{P_{y}}\right)}.

## Применения
Основное применение гауссовых функций и многомерных обобщений — в роли функции плотности вероятности нормального распределения и многомерного нормального распределения. Самостоятельное значение функция имеет для ряда уравнений математической физики, в частности, гауссианы являются функциями Грина для уравнения гомогенной и изотропной диффузии (соответственно, и для уравнения теплопроводности), и преобразование Вейерштрасса — операция свёртки обобщённой функции, выражающей начальные условия уравнения, с гауссовой функцией. Также гауссиана является волновой функцией основного состояния квантового гармонического осциллятора.
В вычислительной химии для определения молекулярных орбиталей используются так называемые гауссовы орбитали — линейные комбинации гауссовых функций.
Гауссовы функции и их дискретные аналоги (такие, как дискретное гауссово ядро) используются в цифровой обработке сигналов, обработке изображений, синтезе звука; в частности, через гауссианы определяются гауссов фильтр и гауссово размытие. В определении отдельных видов искусственных нейронных сетей также участвуют гауссовы функции.